# Angi
Angi (né le 7 juillet 1936 et mort le 12 septembre 2000) est un artiste-peintre suisse. 

## Biographie
Il a étudié l'architecture et l'enseignement du dessin. Il a participé à plus de 50 expositions collectives, dans le Jura, en Suisse, en France, à Mexico, à Istanbul et à Lisbonne. Deux rétrospectives lui ont été consacrées, l’une en 1975, au Musée jurassien des arts à Moutier, l’autre en 1996 à l'Hôtel-Dieu à Porrentruy.
En 1971, il a obtenu le Prix fédéral de Beaux-Arts. Angi a enseigné le dessin à l'école secondaire de Porrentruy.
Il a créé, outre ceux de l'église de Damvant (1965) et la clinique Bon Accueil à Porrentruy, de nombreux vitraux en dalle de verre pour des propriétés privées. Il a aussi orné de sculptures la chapelle Saint-Paul à Porrentruy.